# Estación de Kempten
La estación de Kempten es una estación ferroviaria de la localidad suiza de Kempten, perteneciente a la comuna suiza de Wetzikon, en el Cantón de Zúrich.

## Historia y ubicación
La estación de Kempten fue inaugurada en 1876 con la apertura de la línea férrea que comunica a Effretikon con Hinwil.
La estación se encuentra ubicada en el borde oeste del núcleo urbano de Kempten. Cuenta con un andén lateral al que accede una vía pasantes. Además también existe otra vía pasante y varios haces de vías muertas.
En términos ferroviarios, la estación se sitúa en la línea Effretikon - Hinwil. Sus dependencias ferroviarias colaterales son la Estación de Pfäffikon hacia Effretikon y la estación de Wetzikon en dirección Hinwil.

## Servicios ferroviarios
Los servicios ferroviarios de esta estación están prestados por SBB-CFF-FFS:

### S-Bahn Zúrich
La estación está integrada dentro de la red de trenes de cercanías S-Bahn Zúrich, y en la que efectúan parada los trenes de una línea perteneciente a S-Bahn Zúrich:
- S 3 (Bülach –) Hardbrücke –  Zúrich HB – Stadelhofen – Effretikon – Wetzikon